# یواس‌سی‌جی‌سی هومبولت (دبلیوای‌وی‌پی-۳۷۲)
یواس‌سی‌جی‌سی هومبولت (دبلیوای‌وی‌پی-۳۷۲) (به انگلیسی: USCGC Humboldt (WAVP-372)) یک کشتی بود. این کشتی در سال ۱۹۴۱ ساخته شد.